# باتريك كريبس
باتريك كريبس (بالإنجليزية: Patrick Cripps)‏ (من مواليد 18 مارس 1995 في كانبرا) هو لاعب كرة قدم أسترالي.ويليامز.

## روابط خارجية
- باتريك كريبس على موقع AustralianFootball.com (الإنجليزية)
- باتريك كريبس على موقع AFLtables.com (الإنجليزية)